# Sombrero doctoral

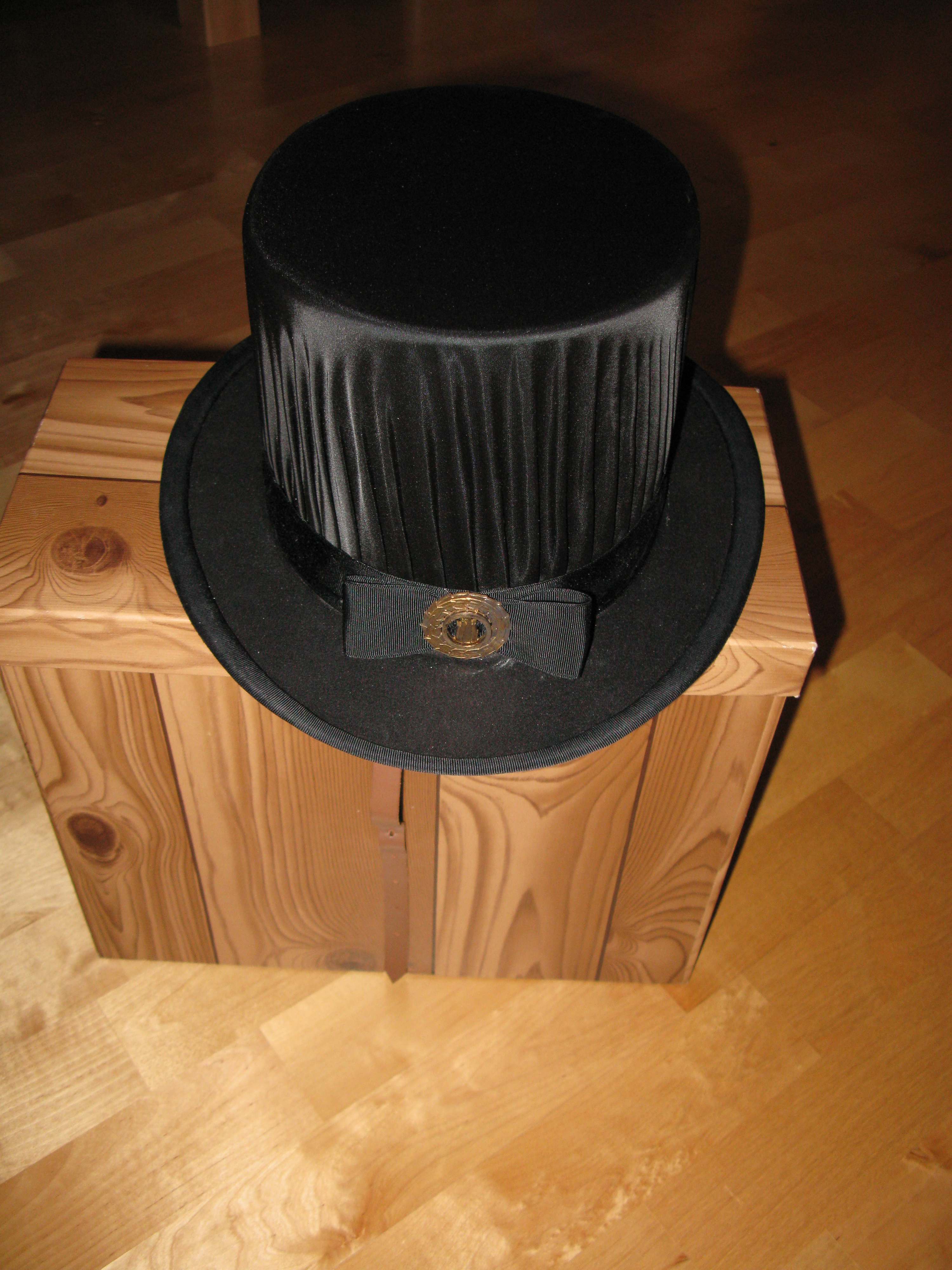
Sombrero de doctorado para el Doctor en Ciencias (Tecnología) de la Universidad de Oulu, en la parte superior de su estuche de almacenamiento de madera falsa.

Un sombrero doctoral sueco o finlandés (finlandés: tohtorinhattu, sueco: doktorshatt) es una parte importante de la vestimenta académica nórdica del Ph.D. en Finlandia y Suecia y difiere del sombrero académico cuadrado encontrado en otras partes del mundo. Es un sombrero de copa de seda con ala recta, aunque los sombreros de los Doctores finlandeses de la ciencia (Tecnología) tienen un ala volteada. En general, el color del sombrero es negro, aunque algunas facultades usan sombreros doctorales de colores. En el frente, el sombrero tiene un emblema metálico dorado de la universidad o facultad que lo otorga. El sombrero se otorga en una solemne ceremonia de graduación.  

## Características
El color básico del sombrero es negro. Sin embargo, en Finlandia, se encuentran otros colores  dependiendo de profesión. Los sombreros doctorales suecos son siempre negros.   

## Obtención y uso

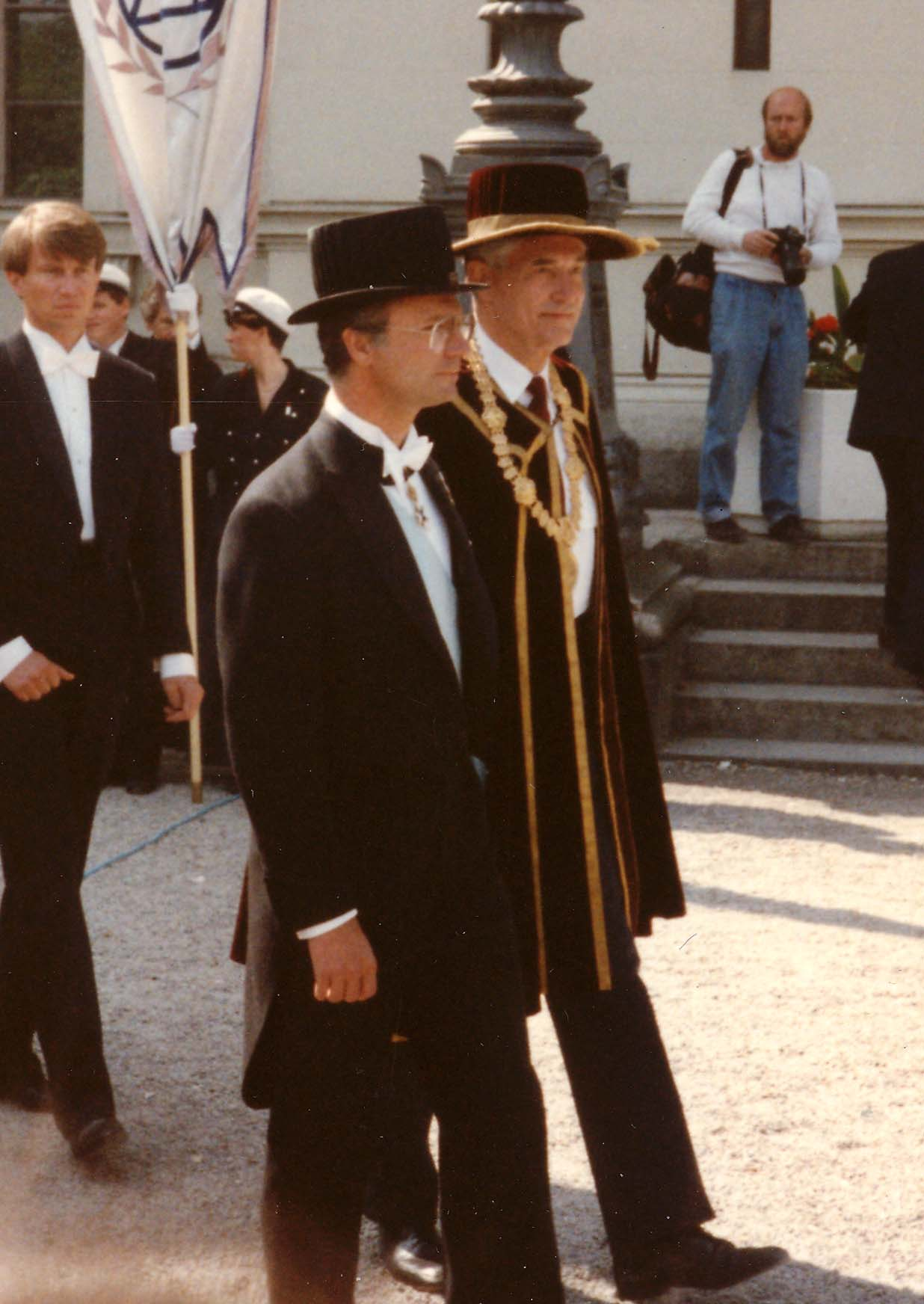
Rey Gustavo de Suecia con dicho sombrero.

Los sombreros de doctorado son hechos a mano, con la cabeza del propietario medida con un dispositivo llamado conformador. El sombrero descansa en la parte superior de la cabeza. El precio típico para el sombrero doctoral es de alrededor de 500 euros.  
Un sombrero doctoral siempre se usa en lugar de un sombrero de copa con el estilo formal de etiqueta blanca. En la práctica, el sombrero se usa principalmente en ocasiones académicas, como las ceremonias de apertura, el comienzo y las disputas. En las disputas, el profesor supervisor y el oponente llevan sus sombreros pero no los usan. Durante las disputas, los sombreros descansan sobre la mesa con los emblemas de la universidad hacia el público.    
Un sombrero doctoral es personal y generalmente no se presta a otros. Junto con la espada doctoral (encontrada en Finlandia solamente, y no en todas las facultades), lucio doctoral (encontrado solamente en Escocia), bulawa doctoral (encontrada en Ucrania y Polonia), revestimientos de frac doctoral (en ciertas universidades / para ciertos grados, ej. , para el grado de Doctor en Ciencias en Tecnología en la Universidad de Aalto), Biblias doctorales (en facultades de teología) y anillos de doctorado (en Suecia), forma parte de los galardones académicos doctorales.    
El sombrero generalmente se almacena en una caja de almacenamiento especialmente hecha    
La concesión de tal sombrero fue una parte prominente de la película de Ingmar Bergman de 1957 Fresas salvajes.   